# Зелёный чай

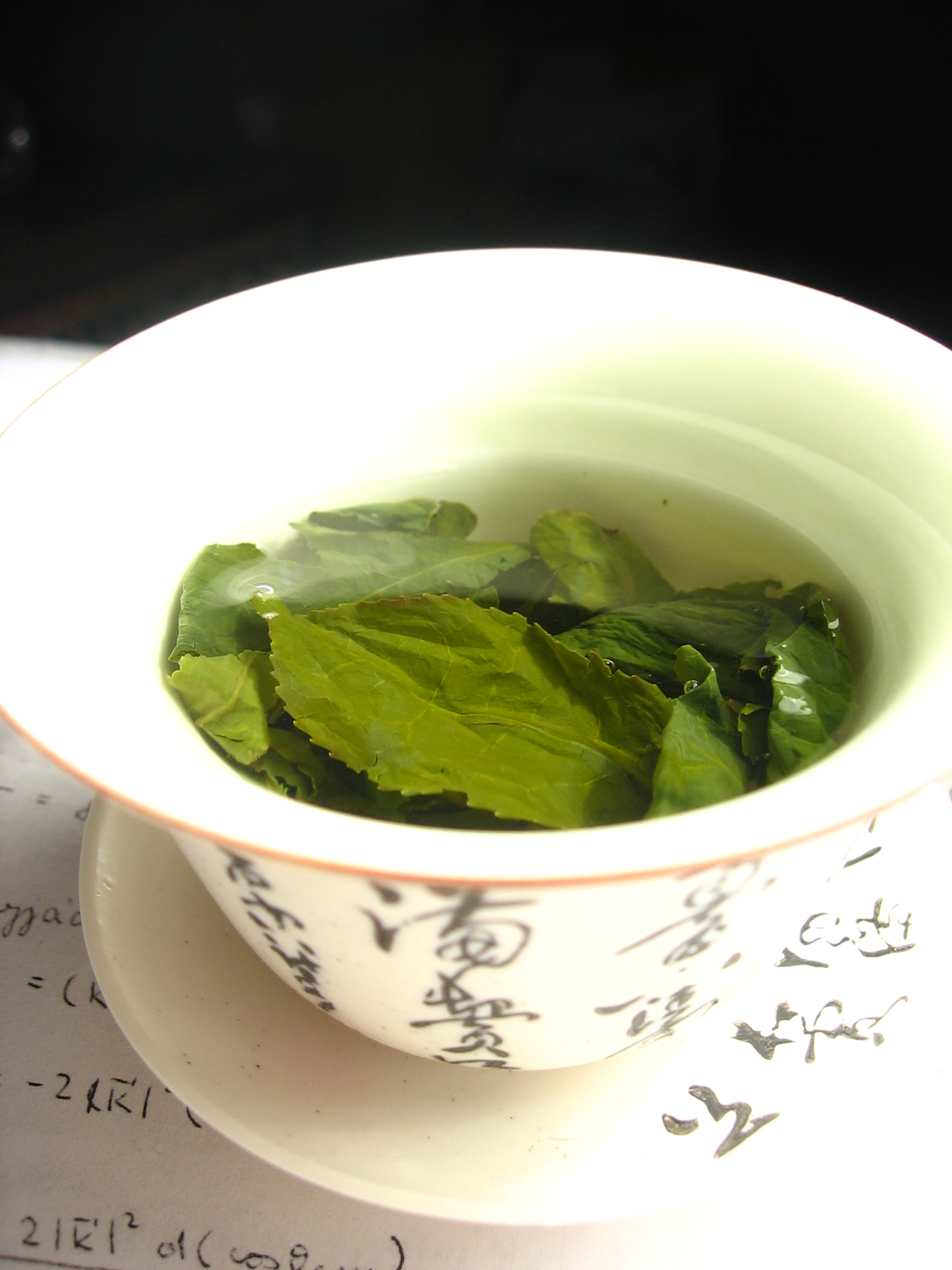
Заваривание листьев зелёного чая в гайвани

Зелёный чай — чай, подвергнутый минимальной ферментации (окислению).
И зелёный, и чёрный чай получают из листьев одного и того же чайного куста, однако различными способами. Зелёный чай предварительно ферментируют паром температуры 170—180 °C; окисление продолжается не более двух дней, после чего обычно прекращается нагревом (традиционно в горшках, как принято в Китае, или под паром, как принято в Японии) или вообще не проводится. Чай оказывается окислен на 3—12 %.
Многочисленные восточноазиатские сорта зелёного чая обладают заметными различиями, обусловленными условиями выращивания, сбора и обработки чайных листьев. Зелёный чай происходит из Китая и традиционно популярен в Японии, Корее, на Ближнем Востоке. В Индии и на Шри-Ланке был популярен чёрный чай. В связи с тем, что в Западный мир чай пришел из Индии, там до конца XX века преобладал черный чай. Однако, с конца XX века в этом мире начался рост популярности зеленого чая.

## История
Китайцы употребляют зелёный чай на протяжении тысячелетий. Самое раннее из известных на сегодняшний день вещественных доказательств, найденное в 2016 году, относится к мавзолею императора Цзинъань в Сиане, что указывает на то, что чай пили императоры династии Хань ещё в 3 веке до нашей эры. Образцы были идентифицированы как чай из рода Camellia, в частности, с помощью масс-спектрометрии и письменные записи предполагают, что он, возможно, был выпит раньше. Люди династии Хань использовали чай в качестве лекарства (хотя первое использование чая в качестве стимулятора неизвестно). Китай, как считается, имеет самую раннюю историю потребления зелёного чая.
Потребление чая берёт своё начало в Китае во времена правления мифического императора Шэнь-нуна. Чай возник на юго-западе Китая, вероятно, в регионе Юньнань во времена династии Шан, как лечебный напиток. Ранняя достоверная запись о чаепитии относится к 3 веку нашей эры, в медицинском тексте, написанном Хуа То. Впервые он стал известен западной цивилизации через португальских священников и торговцев в Китае в начале 16 века. Чаепитие стало популярным в Британии в 17 веке. Британцы ввели производство чая, а также потребление чая в Индии, чтобы конкурировать с китайской монополией.

## Заваривание

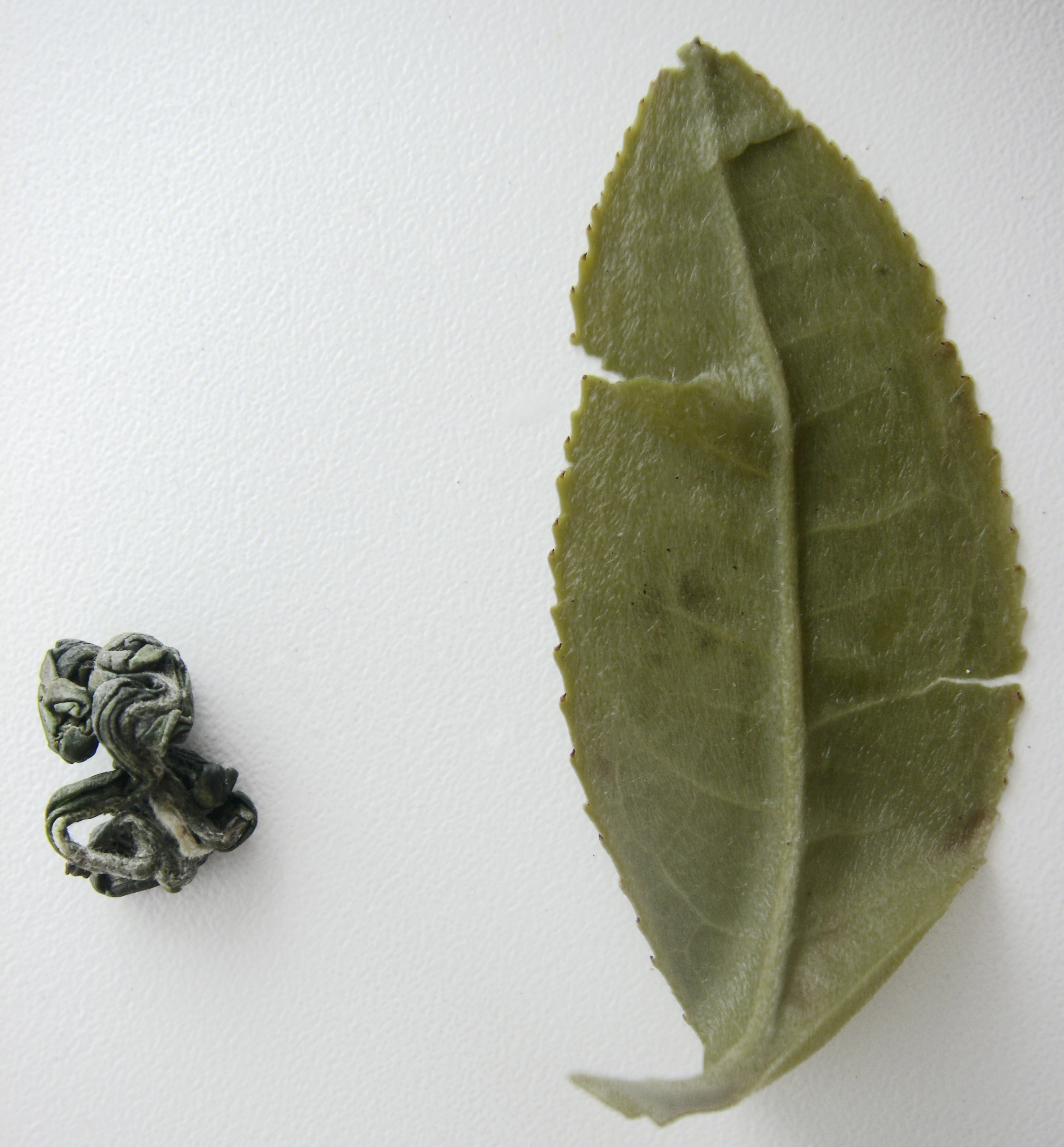
Листовой зелёный чай до и после заваривания

Приготовление чайного напитка называется завариванием. Как правило, чая должно быть 2 грамма на 100 мл воды, или около одной чайной ложки зелёного чая на 150 мл. Для высококачественного чая, такого как гёкуро, используется большее количество чайного листа, который можно заваривать несколько раз в течение короткого времени.
Время заваривания и температуры воды различаются для разных сортов зелёного чая. Наибольшая температура заваривания 81-87 °C, а наибольшее время заваривания от двух до трёх минут. Наименьшая температура заваривания 61-69 °C, а наименьшее время около 30 секунд. Обычно низкокачественный зелёный чай заваривается дольше и при более высокой температуре, в то время как чай высшего качества заваривается быстрее и при низкой температуре. Если зелёный чай заваривать в слишком горячей воде или слишком долго, то он будет горьким, вяжущим, независимо от качества сорта. Зелёный чай высокого качества может и обычно заваривается несколько раз — 2 или 3 заваривания. Техника заваривания играет очень важную роль и не даёт чаю приобрести переваренный вкус. Следует предварительно нагреть ёмкость для заваривания чая или чайник, чтобы не дать чаю сразу остыть. Принято добавлять горячую воду к чайному листу, оставшемуся в чашке или чайнике, по мере выпивания чая, до тех пор, пока вкус не пропадёт.

## Производство
В 2013 г. мировое производство зелёного чая на рынке составило около 1,7 млн тонн. По прогнозам, к 2023 году объём производства возрастёт в два раза. По состоянию на 2015 год, Китай обеспечивает 80 % мирового объёма зелёного чая на рынке.

### Выращивание, сбор урожая и переработка

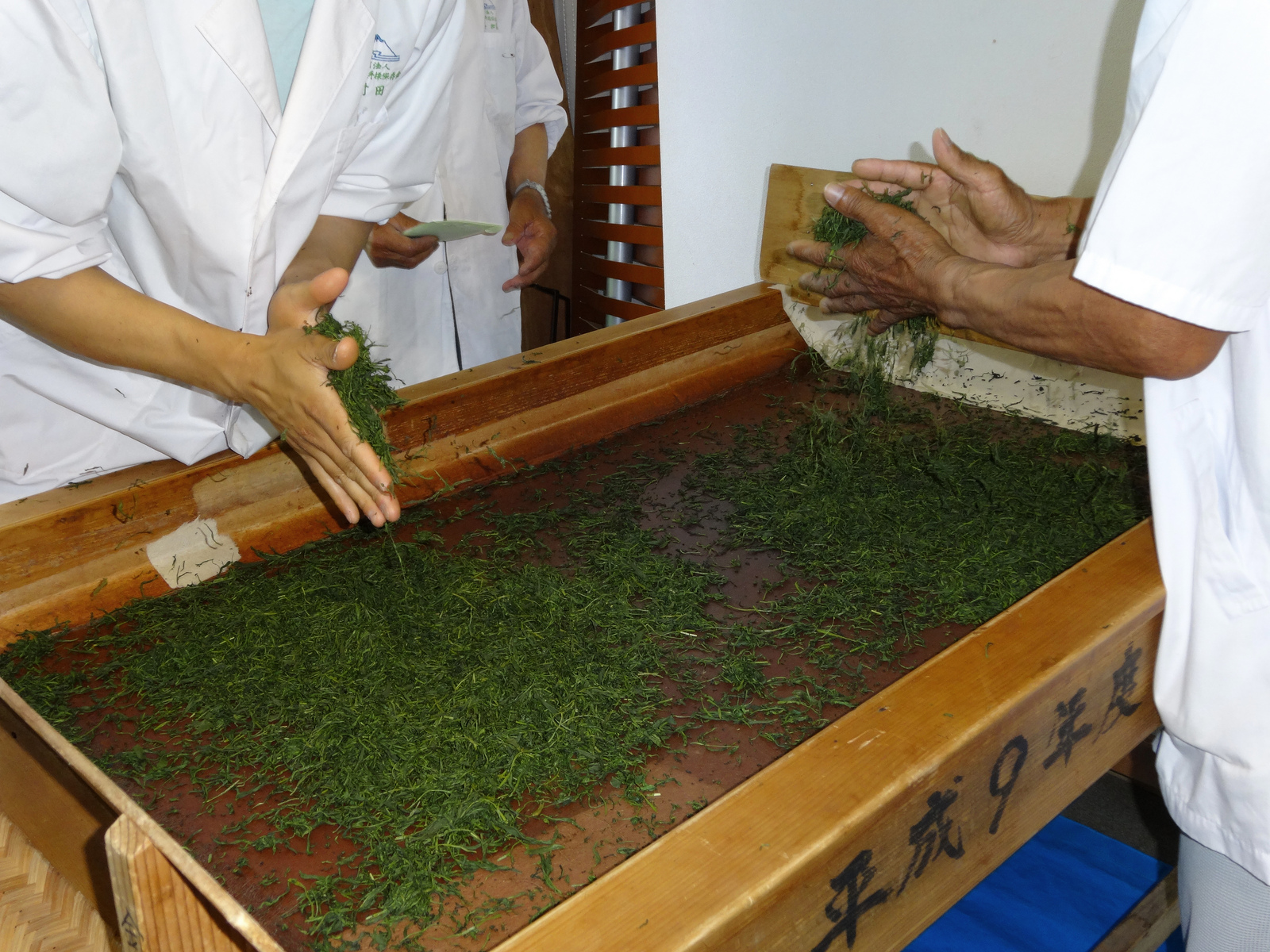
Зелёный чай ручной заварки после приготовления на пару.

Зелёный чай обрабатывается и выращивается различными способами, в зависимости от желаемого вида. В результате этих методов максимальное количество полифенолов и летучих органических соединений сохраняются, влияя на аромат и вкус. Условия выращивания можно разделить на два основных типа − те, которые выращиваются на солнце, и те, которые выращиваются в тени. Растения зеленого чая выращивают рядами, которые регулярно подрезают, чтобы дать побеги, и, как правило, собирают три раза в год. Первый прилив происходит в конце апреля-начале мая. Второй сбор урожая обычно происходит с июня по июль, а третий сбор урожая происходит в конце июля-начале августа. Иногда бывает и четвёртый урожай. Первый прилив весной приносит листья самого высокого качества.
Зелёный чай обрабатывается после сбора либо кустарными, либо современными методами. Сушка на солнце, обжиг в корзинах или углях или обжиг на сковороде являются распространёнными кустарными методами. Сушка в духовке, измельчение или приготовление на пару являются распространёнными современными методами. Обработанные зелёные чаи, известные как араха, хранятся в холодильнике с низкой влажностью в бумажных пакетах по 30 или 60 кг при температуре 0-5 °C. Перед смешиванием происходит окончательное обжигание, затем происходит отбор и упаковка. Листья в таком состоянии будут повторно обжигаться в течение всего года по мере необходимости, что увеличит срок годности зелёного чая и улучшит его вкус. Майский чай первого прилива будет легко храниться таким образом до сбора урожая следующего года. После этого процесса повторной сушки каждый неочищенный чай будет просеян и отсортирован в соответствии с размером. Наконец, каждая партия будет смешана дегустаторами в соответствии с заказом на смешивание и упакована для продажи.

## Влияние на здоровье
Зелёный чай содержит кофеин, полифенолы, в частности, катехины, наиболее распространённым из которых является галлат эпигаллокатехина. Зелёный чай также содержит каротиноиды, токоферолы, аскорбиновую кислоту (витамин С), минералы, такие как хром, марганец, селен и цинк, и некоторые фитохимические соединения. Это более сильный антиоксидант, чем чёрный чай.
In vitro наблюдения и исследования относительно того, может ли зелёный чай уменьшать риск сердечно-сосудистых заболеваний, кариеса зубов, камней в почках и рака при одновременном повышении плотности костной ткани и когнитивных функций, дают противоречивые результаты.
В течение нескольких десятилетий зелёный чай подвергался многим медицинским исследованиям с целью определения степени его пользы для здоровья. В частности, отмечалось, что исследования того, может ли зелёный чай благотворно влиять на некоторые факторы риска сердечных заболеваний, включая артериальное давление и холестерин, были недостаточно качественными, в связи с этим чётких выводов о способности зелёного чая уменьшать эти факторы сделать нельзя. Исследования на животных показали, что применение зелёного чая может снижать у них уровень холестерина. Однако по результатам нескольких кратких исследований на человеке было обнаружено, что потребление чая не снижает уровень холестерина в организме человека. В 2003 году рандомизированное клиническое исследование показало, что экстракт зелёного чая с добавлением теафлавина из чёрного чая даёт снижение холестерина.
В официальном отчёте, опубликованном Американской кардиологической ассоциацией, сказано, что в течение 5-летнего исследования 1900 пациентов с историей острого инфаркта миокарда было выявлено, что вероятность умереть от повторного инфаркта снижена на 44 % при употреблении более двух чашек чая в день. Также замечено, что регулярно пьющие зелёный чай имеют более низкие возможности развития болезни сердца и развития некоторых видов рака, но зелёный чай не рекомендуется для профилактики рака молочной железы.
Не было доказано, что экстракты зелёного чая способствуют значительному снижению веса у взрослых с избыточным весом или ожирением. Также не было доказано, что они помогают людям поддерживать потерю веса. Впрочем, исследования, проведённые в Бирмингемском университете, показали, что средний уровень окисления жира на 17 % выше после приёма зелёного чая, чем после приёма плацебо.
Исследования, проведённые в университете королевы Маргарет, в Эдинбурге, рассматривали эффекты краткосрочного потребления зелёного чая группой студентов в составе 12 человек (9 женщин, 3 мужчины)[малая выборка!] в возрасте 19—37 лет. Участникам была предложена диета и 4 чашки зелёного чая в день в течение 14 дней. Результаты показали, что такое потребление зелёного чая снижает систолическое и диастолическое кровяное давление, уровень общего холестерина, жира и вес тела. Эти результаты свидетельствуют о роли зелёного чая в снижении потенциала факторов риска сердечно-сосудистых заболеваний. Это исследование было в основном направлено на проблему избыточного веса населения и уменьшения высокого риска сердечно-сосудистых заболеваний.
Летом 2005 года управление по контролю качества продуктов и лекарств (FDA) США заявило о том, что у зелёного чая или его экстрактов нет никаких научных доказательств способности понижать риск желудочных заболеваний, заболеваний дыхательных путей, заболеваний толстой кишки, панкреатических заболеваний, а также риск образования раковых опухолей.
Исследование, проводившееся при национальном институте химии в Любляне, Словения, показало, что антимикробная активность экстракта зелёного чая связана с подавлением ДНК-гираз бактерий.
Исследования того, может ли зелёный чай снижать риск рака, дали противоречивые результаты. Национальный институт онкологии (США) не выступает ни за, ни против применения зелёного чая для снижения риска любого типа рака. Впрочем, в исследовании 2004—2005 годов с участием 2018 китайских женщин, потреблявших грибы и зелёный чай, риск развития рака груди был на 90 % меньше обычного.
Исследование на крысах в Гонконгском университете, опубликованное в журнале сельскохозяйственной и пищевой химии, показало, что катехины зелёного чая после его употребления поступали в хрусталик, сетчатку и другие отделы глаза[значимость факта?]. Поглощаемые катехины снижают окислительный стресс в глазах в течение 20 часов. Предполагается, что зелёный чай может быть эффективным в предотвращении глаукомы и других заболеваний глаз.
В руководстве Американской коллегии гастроэнтерологов утверждается, что приём в сутки более трёх 240 мл чашек зелёного чая может быть вреден для здоровья, в частности, у некоторых людей это может оказать неблагоприятное действие на печень и спровоцировать заболевания этого органа. Дневная норма не должна превышать 500 мг катехинов. Также отмечается, что опасно принимать пищевые добавки, содержащие экстракт зелёного чая, рекламируемые, в частности, как средство для похудения. Регулирование со стороны государства в отношении пищевых добавок, по мнению авторов упомянутого руководства, недостаточно, ибо одна таблетка часто содержит более 700 мг катехинов.
Установлено, что в образцах чая с высокой массовой долей мелочи (ломаные листья, веточки, чайная пыль) значительно возрастает загрязнённость их грибами. Присутствие в некоторых образцах чая микроскопических грибов P. еxpansum и A. terreus вызывает серьёзные опасения. Представители этих видов грибов обладают способностью продуцировать термоустойчивый микотоксин — патулин, проявивший себя в качестве этиологического фактора ряда алиментарных токсикозов.

## Китайский чай

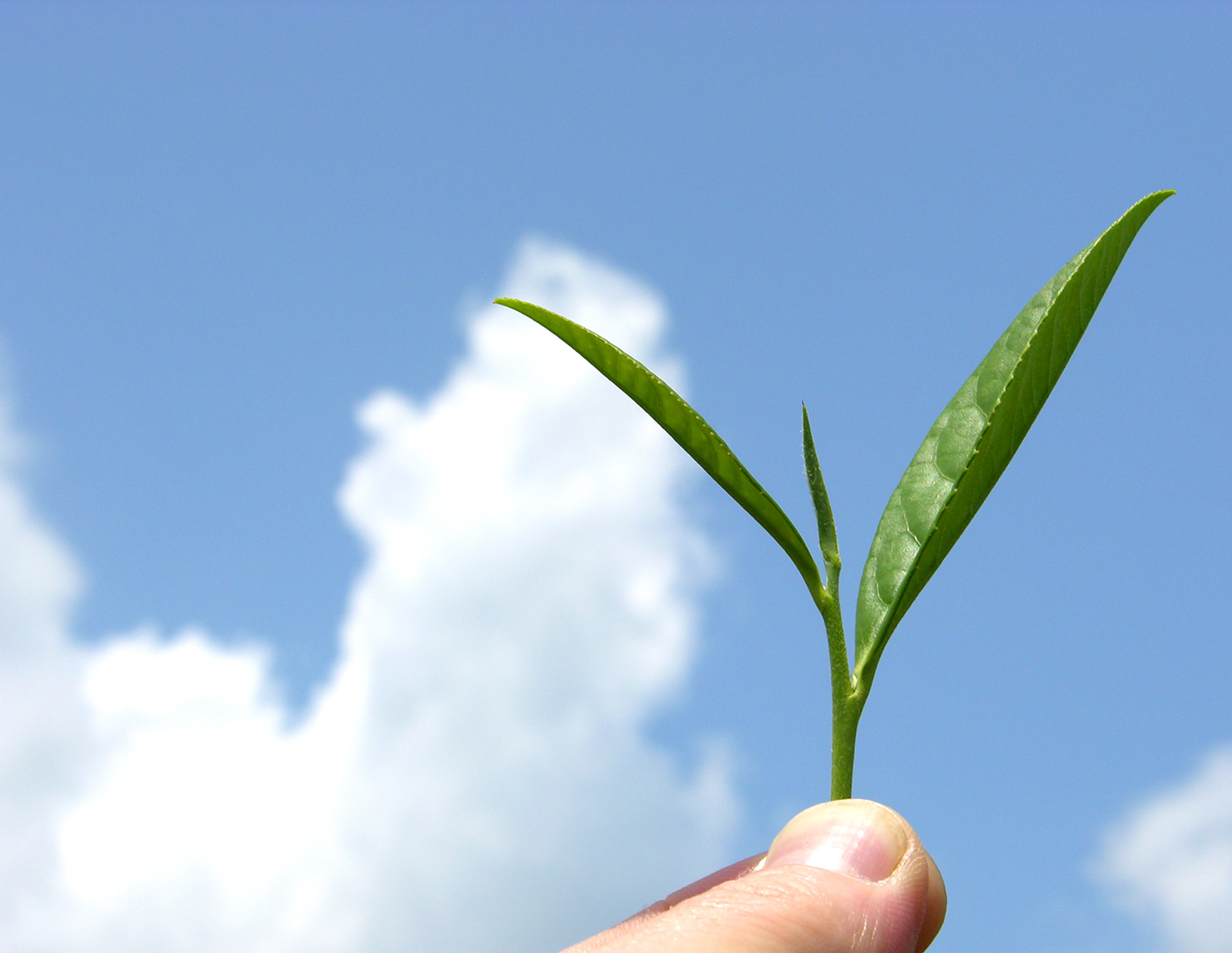
Camellia Sinensis, чайное растение

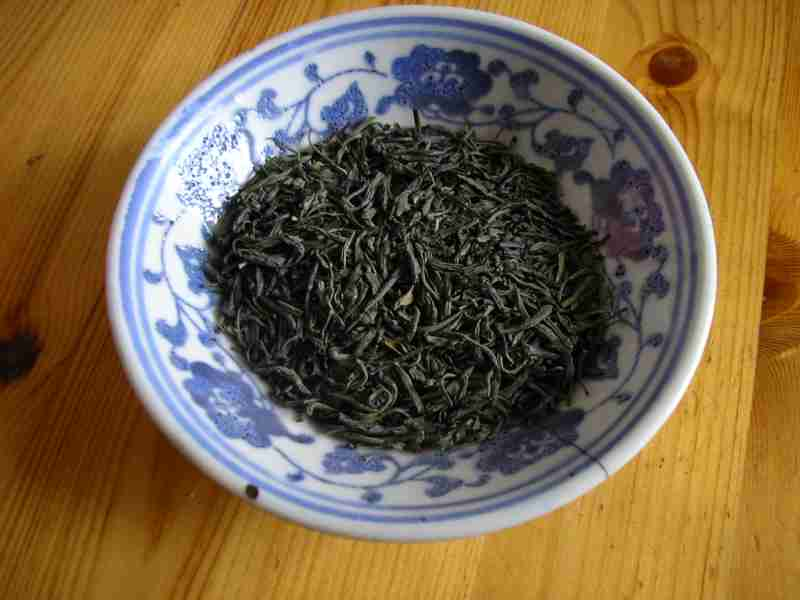
Китайский зелёный чай Мао Цзянь

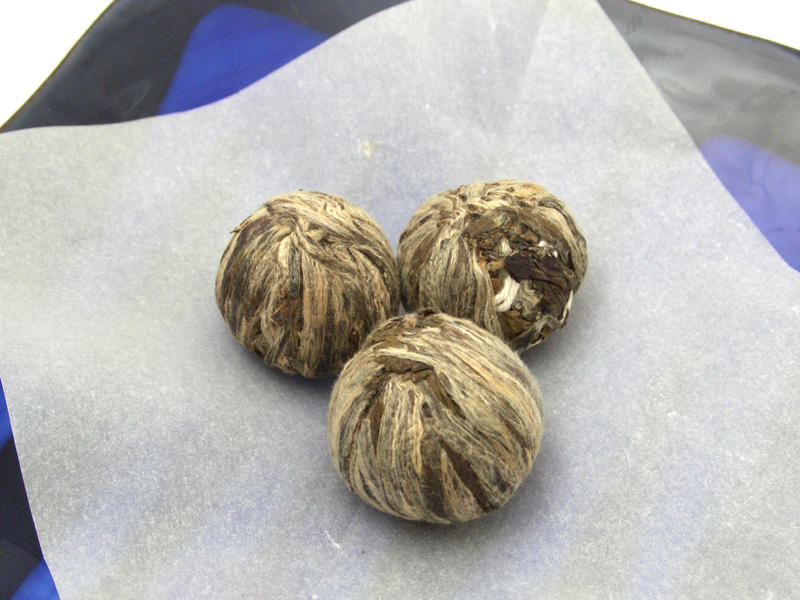
Связки чая с жасмином

Провинция Хунань
- Цзюньшань Иньчжэнь [君山银针] «Серебряные иглы»

Один из десяти самых известных китайских чаёв, также является одной из разновидностей жёлтого чая. Выращивается на острове Цзюньшань, в городе Юэян, провинция Хунань (湖南省, 岳阳, 洞庭湖 君山).
Провинция Чжэцзян
Чжэцзян является домом для самого известного из всех чаёв, Си Ху Лунцзин (西湖 龙井), а также многих других высококачественных зелёных чаёв.
- 龙井 Лунцзин «Колодец дракона»

Самый известный из всех китайских чаёв из города Ханчжоу (杭州). Фальсифицированный Лунцзин очень распространён, и большинство из чаёв на рынке на самом деле производится в Сычуани и, следовательно, не является настоящим Лунцзином.
- 景宁惠明茶 Цзиннин Хуэй Мин

Назван в честь храма в Чжэцзяне.
- 开化龙顶 Лун Дин «Драконовы горы»

Чай из уезда Кайхуа (开化县), известный как «Драконовы горы».
- 华顶云雾 Хуа Дин

Чай из уезда Тяньтай и назван в честь горы Тяньтай.
- 天目青顶 Цин Дин «Зелёные вершины»

Чай из Тянь Му, также известный как «Зелёные вершины».
- 平水珠茶 Ганпаудер (пороховая смесь)

Популярный чай. Возник в Чжэцзяне, но в настоящее время выращивается в других местах КНР.
Провинция Цзянсу
- 洞庭碧螺春 Би Ло Чунь

Известный китайский чай, также известный как «зелёная весенняя улитка», из Дун Тин. Как и Лунцзин, часто фальсифицируется, и большинство этого чая на рынках может быть выращено в Сычуани.
- 南京雨花茶 Дождевой цветок

Чай из Нанкина.
- 金坛雀舌 Цюэ Шэ

Происходят в городе Цзитань провинции Цзянсу.
- 太湖白云 Белое Облако

Провинция Фуцзянь
Провинция Фуцзянь известна горными зелёными чаями, а также белым чаем и улуном. Прибрежные склоны гор обеспечивают идеальные условия для выращивания чая. Зелёный чай собирают в весенний и летний сезоны.
Известные сорта чая из этого региона включают зелёные чаи Мао Фэн («меховой наконечник»), Цуй Цзянь («нефритовый меч») и Мо Ли Хуа Ча («жемчужина дракона»), а также белый чай Бай Му Дань («белый пион») и близкий к зелёному чаю улун Те Гуаньинь (от кит. упр. 铁观音, буквально: ««железная Гуаньинь»», «Железная Богиня Милосердия»).
Провинция Хубэй
- Юй Лу

Чай, известный как «Гёкуро (нефритовая роса)», в японском стиле.
Провинция Хэнань
- 信阳毛尖 Мао Цзянь

Знаменитый Китайский чай также известный как «Ворсистые концы»
Провинция Цзянси
- 珍眉 Чунь Мээ

Название означает «драгоценные брови»; из Цзянси, в настоящее время выращивается и в других местах.
- Гоу Гу Нао

Известный в Китае чай и обладатель многочисленных национальных премий.
- 庐山云雾茶 Юнь У

Чай, известный как «Облака и туман».
Провинция Аньхой
Аньхой является домом для нескольких сортов чая, в том числе трёх знаменитых китайских чаёв. К ним относятся:
- 大方 Да Фан

Чай из Хуаншаня.
- 黄山毛峰 Хуан Шань Мао Фэн

Чай из Хуаншаня, «Ворсистые пики».
- 六安瓜片 Лю Ань Гуапянь

Чай, также известный как «Семя дыни».
- 猴魁 Хоу Куй «Царь обезьян»

Чай, также известный как «обезьяний король». 
- 屯绿 Тунь Лу

Чай из Туньси, Хуаншань.
- 火青 Хо Цин

Чай из уезда Цзинсянь, также известный как «Зелёный огонь».
- 雾里青 Улицин

Этот сорт был известен со времён династии Сун. С 2002 года он производится в соответствии с оригинальной обработкой компанией Тяньфан (天方). Чжань Лоцзю — эксперт чая и профессор Аньхойского сельскохозяйственного университета, разработал процедуры на производстве.
- Хайсон (Hyson)

Чай среднего качества, выращивается во многих провинциях Китая, чай раннего сбора.
Провинция Сычуань
- 竹叶青茶 Чжу Е Цин

Также известен как «Мэн Дин Цуй Чжу» или «Зелёный бамбук».
- 蒙顶甘露 Мэн Дин Гань Лу

Желтовато-зелёный чай со сладким вкусом.
Из листьев зелёного неферментированного чая в Китае плетут связки, обёрнутые вокруг одного или нескольких сухих цветков (см. цветущий чай).

## Японский чай

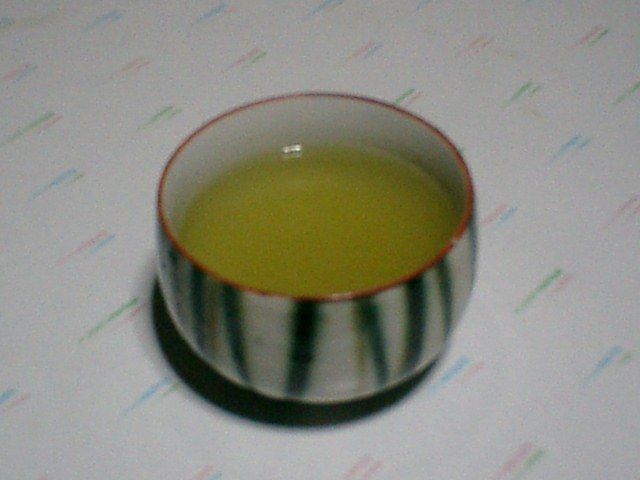
Японский зелёный чай

Зелёный чай (яп. 緑茶 рёкутя) повсеместно распространён в Японии и обычно известен как просто «чай» (яп. お茶 о-тя). Его также называют «японский чай» (яп. 日本茶 нихонтя), хотя впервые появился в Китае ещё при династии Сун, а принёс его в Японию Эйсай, японский буддийский монах, который также основал японскую школу Риндзай. Сорта чая различают как по качеству и используемым частям чайного куста, так и по способу их обработки. В пределах каждого сорта существует много вариаций и по цене и по качеству. Также существует множество особых видов чая, которые не вписываются в обычные рамки. В самой Японии лучшим считается чай из города Удзи, что в префектуре Киото: его называют «удзи-тя». В префектуре Сидзуока производится до 40 % сырого чайного листа.
- Гёкуро (яп. 玉露, «жемчужная роса»)
Гёкуро является тонким и дорогим видом, который отличается от сэнтя тем, что в течение примерно 20 дней выращивается в тени, а не на солнце[30]. Название «гёкуро» переводится как «жемчужная роса» и отражает бледно-зелёный цвет настоя. Чай также имеет различный аромат[31].
- Кабусэтя (яп. 冠茶, «чай из венчиков»)
Кабусэтя производится из листьев, выращенных в тени до сбора, хотя и не так долго, как гёкуро. Он имеет более тонкий вкус, чем сэнтя. Иногда при продаже выдаётся за гёкуро.
- Сэнтя (яп. 煎茶, самый распространённый в Японии зелёный чай)
Выращивается на солнечном свету. Это наиболее распространённый сорт зелёного чая в Японии. Название описывает способ получения напитка, и означает то, что сэнтя необходимо настаивать в процессе заварки.
  - Фукамуситя (яп. 深蒸し茶, густо заваренный чай)
Сэнтя, который обрабатывался паром в два раза дольше обычного, для придания напитку более глубокого цвета и более полного вкуса.
- Тамарёкутя (яп. 玉緑茶, круглый зелёный чай)
Тамарёкутя имеет острый вкус, долгое миндальное послевкусие и глубокий аромат с тоном цитрусовых, трав и ягод. Он также называется «гуритя».
- Бантя (яп. 番茶, зелёный чай низшего сорта)

Сэнтя самого низкого качества, изготовляется из листьев третьего и четвёртого сбора, собранных в конце лета — начале сентября. В состав «аки бантя» (осенний бантя) могут входить не только чайный лист, а также подстриженные ненужные ветви чайного куста.
- Камаиритя (яп. 窯煎茶, высушенный на сковороде чай)

Камаиритя — чай, выжаренный на сковороде (буквально). Камаиритя не обрабатывается обычно паром и не имеет характерного горького вкуса большинства японских чаёв.
- Побочные продукты сэнтя или гёкуро
  -  Кукитя (яп. 茎茶, чай из стеблей)
Чай из стеблей, черенков и веток. Кукитя имеет лёгкий ореховый и несильный сливочно-сладкий вкус.
  - Мэтя (яп. 芽茶, чай из бутонов и почек)
Чай мэтя изготавливают из почек и кончиков молодых листьев чайного куста. Мэтя собирают весной и в процессе изготовления скручивают как обычный листовой чай. По качеству мэтя располагается между гёкуро и сэнтя.
  - Конатя (яп. 粉茶, порошковый чай)
Конатя — пыль и порошок, оставшийся после обработки гёкуро или сэнтя. Этот чай дешевле, чем сэнтя, и обычно подаётся в суши-ресторанах.
- Другие сорта
  - Маття (яп. 抹茶, растёртый чай)
Тонко помолотый чай, сделанный из тэнтя. Процесс выращивания и сбора маття аналогичен процессу выращивания гёкуро. Используется в основном для чайной церемонии. В Японии маття также используется для придания мороженому и другим сладостям вкуса зелёного чая.
  - Гэммайтя (яп. 玄米茶, коричневый рисовый чай)
Это смесь из бантя (иногда сэнтя) и жареного гэммай (коричневого риса). Его часто смешивают с небольшим количеством маття для улучшения цвета.
  - Ходзитя (яп. 焙じ茶, обжаренный чай)
Зелёный чай, жареный на угле (обычно из сырья бантя).
  - Тэнтя (яп.  碾茶, чай для помола)
Полуфабрикат, используемый для изготовления маття. Название отражает то, что он должен быть помолот рано или поздно. Имеет мягкий сладкий вкус, благодаря тому, что как и гёкуро выращивается в тени. В процессе сушки он не подвергается скручиванию, а остается в первоначальном виде, то есть плоским.
  - Аратя (яп. 荒茶, грубый чай)
Полуфабрикат, используемый для производства сэнтя или гёкуро (для чая в пакетиках). Такой чай может содержать все части чайного растения.
  - Синтя (яп. 新茶, новый чай)
Чай раннего сбора.
  - Фуммацутя (яп. 粉末茶, порошковый чай)
Молотый зелёный чай — мгновенно растворяется в воде (наподобие растворимого кофе).